# Stehlovice (przystanek kolejowy)
Stehlovice – przystanek kolejowy w miejscowości Stehlovice, w kraju południowoczeskim, w Czechach. Położony jest na linii Tábor - Ražice. Znajduje się na wysokości 480 m n.p.m.
Na przystanku nie ma możliwości zakupu biletów, a obsługa podróżnych odbywa się w pociągu.

## Linie kolejowe
- 201 Tábor - Ražice